# 1847 ve fotografii
Tento článek obsahuje významné fotografické události v roce 1847.

## Události
- Louis Désiré Blanquart-Evrard představil tisk na albuminový papír.
- Niepce de St. Victor publikoval skleněné desky.
- Angličan David Brewster vynalezl dvouokou stereokameru.

## Narození v roce 1847
- 1. ledna – Pierre Bellingard, francouzský malíř a fotograf († 1. července 1935)
- 9. ledna – Nathaniel Stebbins, americký fotograf († 10. července 1922)
- Leden – Joseph Byron, britský fotograf († 28. května 1923)
- 11. února – Vittorio Ecclesia, italský fotograf († 3. února 1928)
- 15. února – Charles Vapereau, francouzský učitel a fotograf († 15. prosince 1925)
- 24. března – Wordsworth Donisthorpe, právník, britský politický aktivista, vynálezce předchůdce filmové kamery († 30. června 1914)
- 15. května – Albert Lévy, francouzský fotograf, působící ve Spojených státech († 9. listopadu 1931)
- 31. května – Georges Ancely, francouzský fotograf († 1919) francouzský obchodník a amatérský fotograf († 22. března 1919)
- 17. června – Heriberto Mariezcurrena, španělský fotograf, působící v Barceloně († 30. května 1898)
- 1. červenec – W. L. H. Skeen, britský fotograf († 26. ledna 1903)
- 26. července – Josef Kořenský, cestovatel a fotograf († 8. října 1938)
- 5. srpna – Rafail Levickij, ruský malíř a fotograf působící v Barceloně († 29. září 1940)
- 2. září – José Maria Mora, kubánský fotograf, působící v New Yorku († 18. října 1928)
- 3. listopadu – John Murray Thomas, uruguayský fotograf († 2. listopadu 1928)
- 31. prosince – Vittorio Calcina, italský fotograf a filmař († 31. prosince 1916)
- ? – Karapet Grigorjan, arménský fotograf působící v Jeruzalémě († 1918)
- ? – Mollie Fly, americká fotografka († 1925)
- ? – Ladislas Dymkovski, francouzský malíř, fotograf a hudebník († 1927)
- ? – Emilio Beauchy, francouzský fotograf, působící v Seville († 1928)
- ? – Luigi Fiorillo, italský fotograf († 1898)
- ? – Alvan S. Harper, americký fotograf († 1911)
- ? – Julius Aagaard, dánský heliograf a fotograf (26. dubna 1847 – 15. prosince 1926)